# El detectiu Conan (banda sonora)
La sèrie d'animació d'El detectiu Conan té una banda sonora molt extensa, seleccionada i arranjada pel músic japonès Katsuo Ōno. Consta de més de cinquanta openings, més de seixanta endings i un tema per a cadascuna de les pel·lícules. Aquests temes els interpreten artistes japonesos reconeguts com Zard, U-ka saegusa IN db, Mai Kuraki, B'z, Rina Aiuchi, Garnet Crow, Aya Kamiki, Miho Komatsu, BREAKERZ entre molts d'altres.
El 25 de juliol de 2017 es va fer públic que Mai Kuraki, gràcies a l'anime de Detectiu Conan, havia batut el Rècord Guiness de ser la cantant amb més cançons d'una sèrie d'animació, amb ni més ni menys que 21 temes.
En la versió catalana emesa per Televisió de Catalunya tots els openings i endings s'han emès en la seva versió original japonesa, sense doblatge. En les versions valenciana (emesa per la Corporació Valenciana de Mitjans de Comunicació) i balear (emesa per la Televisió de les Illes Balears) sí que s'han doblat alguns openings i endings.

## Openings
Els openings 2 i 6 de la versió japonesa, no s'han usat a la versió catalana emesa per Televisió de Catalunya. A més, la numeració dels episodis és diferent (vegeu-ho a la llista d'episodis d'El detectiu Conan). Això explica les diferències en la taula que apareix a continuació. També cal tenir en compte que els episodis s'estrenen en català amb uns anys de diferència respecte de la versió japonesa. Per tant, encara no es pot establir la numeració per a les cançons més noves.
| Numeració | Numeració | Títol | Cantant/grup                           | Numeració d'episodis en l'emissió japonesa | Total | Numeració d'episodis en l'emissió catalana | Total |
| Jap.      | Cat.      | Títol | Cantant/grup                           | Numeració d'episodis en l'emissió japonesa | Total | Numeració d'episodis en l'emissió catalana | Total |
| --------- | --------- | --- | -------------------------------------- | ------------------------------------------ | ----- | ------------------------------------------ | ----- |
| 1         | 1         | "Mune ga dokidoki" (胸がドキドキ) [El meu cor batega fort]                                                                        | The High-Lows                          | 1-30                                       | 30    | 1-53                                       | 53    |
| 2         | /         | "Feel Your Heart" [Sent el teu cor]                                                                                               | Velvet Garden                          | 31-52                                      | 22    | /                                          | 0     |
| 3         | 2         | "Nazo" (謎) [Misteri] | Miho Komatsu                           | 53-96                                      | 44    | 54-102                                     | 49    |
| 4         | 3         | "Unmei no roulette mawashite" (運命のルーレット廻して) [Girant la ruleta del destí]                                               | Zard                                   | 97-123                                     | 26    | 103-130                                    | 28    |
| 5         | 4         | "TRUTH ~A Great Detective of Love~" [Veritat ~el gran detectiu de l'amor~]                                                        | Two-Mix                                | 124-142                                    | 19    | 131-179                                    | 49    |
| 6         | /         | "Girigiri chop" (ギリギリ chop) [Tall al límit]                                                                                   | B'z                                    | 143-167                                    | 25    | /                                          | 0     |
| 7         | 5         | "Mysterious Eyes" [Ulls misteriosos]                                                                                              | Garnet Crow                            | 168-204                                    | 37    | 180-219                                    | 40    |
| 8         | 6         | "Koi wa Thrill, Shock, Suspense" (恋はスリル、ショック、サスペンス) [L'amor és calfred, xoc, suspens]                             | Rina Aiuchi                            | 205-230                                    | 26    | 220-249                                    | 30    |
| 9         | 7         | "Destiny" [Destí] | Miki Matsuhashi                        | 231-258                                    | 28    | 250-277                                    | 28    |
| 10        | 8         | "Winter Bells" [Campanes d'hivern]                                                                                                | Mai Kuraki                             | 259-270                                    | 12    | 278-292                                    | 15    |
| 11        | 9         | "I can't stop my love for you" [No puc aturar el meu amor per tu]                                                                 | Rina Aiuchi                            | 271-305                                    | 35    | 293-330                                    | 38    |
| 12        | 10        | "Kaze no rarara" (風のららら) [Lalala del vent]                                                                                   | Mai Kuraki                             | 306-332                                    | 27    | 331-357                                    | 27    |
| 13        | 11        | "Kimi to yakusoku shita yasashii ano basho made" (君と約束した優しいあの場所まで) [Fins aquell lloc que et vaig prometre]         | U-ka saegusa IN db                     | 333-355                                    | 23    | 358-385                                    | 28    |
| 14        | 12        | "START" [Inici] | Rina Aiuchi                            | 356-393                                    | 38    | 386-427                                    | 42    |
| 15        | 13        | "Hoshi no kagayaki yo" (星のかがやきよ) [Estrella brillant]                                                                       | Zard                                   | 394-414                                    | 21    | 428-448                                    | 21    |
| 16        | 14        | "Growing of my heart" [Creixent en el meu cor]                                                                                    | Mai Kuraki                             | 415-424                                    | 10    | 449-458                                    | 10    |
| 17        | 15        | "Shōdō" (衝動) [Impuls] | B'z                                    | 425-437                                    | 13    | 459-475                                    | 17    |
| 18        | 16        | "100 mono tobira" (100もの扉) [100 portes]                                                                                        | Rina Aiuchi i U-ka saegusa             | 438-456                                    | 19    | 476-496                                    | 21    |
| 19        | 17        | "Kumo ni notte"(雲に乗って) [Sobrevolant els núvols]                                                                              | U-ka saegusa IN db                     | 457-474                                    | 18    | 497-514                                    | 18    |
| 20        | 18        | "Namida no Yesterday" (涙のイエスタデー) [Llàgrimes d'ahir]                                                                       | Garnet Crow                            | 475-486                                    | 12    | 515-529                                    | 15    |
| 21        | 19        | "Glorious Mind" [Ment gloriosa]                                                                                                   | Zard                                   | 487-490                                    | 4     | 530-537                                    | 8     |
| 22        | 20        | "Ai wa kurayami no naka de" (愛は暗闇の中で) [L'amor és dins de la foscor]                                                        | Zard                                   | 491-504                                    | 14    | 538-551                                    | 14    |
| 23        | 21        | "Ichibyō goto ni Love for you" (一秒ごとに Love for you) [Cada segon del meu amor per tu]                                         | Mai Kuraki                             | 505-514                                    | 10    | 552-561                                    | 10    |
| 24        | 22        | "Mysterious" [Misteriós] | Naifu                                  | 515-520                                    | 6     | 562-569                                    | 8     |
| 25        | 23        | "REVIVE" [Reviure] | Mai Kuraki                             | 521-529                                    | 9     | 570-580                                    | 11    |
| 26        | 24        | "Everlasting Luv" [Amor etern] | BREAKERZ                               | 530-546                                    | 17    | 581-597                                    | 17    |
| 27        | 25        | "MAGIC" [Màgia] | Rina Aiuchi                            | 547-564                                    | 18    | 598-615                                    | 18    |
| 28        | 26        | "As the Dew" [Com la rosada] | Garnet Crow                            | 565-582                                    | 18    | 616-633                                    | 18    |
| 29        | 27        | "SUMMER TIME GONE" [El passat temps de l'estiu]                                                                                   | Mai Kuraki                             | 583-601                                    | 19    | 634-652                                    | 19    |
| 30        | 28        | "Tear drops" [Llàgrimes] | Caos Caos Caos                         | 602-612                                    | 11    | 653-663                                    | 11    |
| 31        | 29        | "Don't Wanna Lie" [No vull mentir]                                                                                                | B'z                                    | 613-626                                    | 14    | 664-677                                    | 14    |
| 32        | 30        | "Misty Mystery" [Misteri emboirat]                                                                                                | Garnet Crow                            | 627-641                                    | 15    | 678-692                                    | 15    |
| 33        | 31        | "Miss Mystery" [Senyoreta Misteri]                                                                                                | BREAKERZ                               | 642-666                                    | 25    | 693-718                                    | 26    |
| 34        | 32        | "Kimi no namida ni konna ni koi shiteru" (君の涙にこんなに恋してる) [Estic tan enamorat de les teves llàgrimes]                   | Natsu Iro                              | 667-680                                    | 14    | 719-732                                    | 14    |
| 35        | 33        | "TRY AGAIN" [Torna-ho a intentar]                                                                                                 | Mai Kuraki                             | 681-695                                    | 15    | 733-747                                    | 15    |
| 36        | 34        | "Q&A" [P i R (Pregunta i Resposta)]                                                                                               | B'z                                    | 696-717                                    | 22    | 748-769                                    | 22    |
| 37        | 35        | "Butterfly Core" [El nucli de la papallona]                                                                                       | VALSHE                                 | 718-743                                    | 26    | 770-796                                    | 27    |
| 38        | 36        | "Greed" [Cobdícia] | KNOCK OUT MONKEY                       | 744-756                                    | 13    | 797-809                                    | 13    |
| 39        | 37        | "DYNAMITE" [Dinamita] | Mai Kuraki                             | 757-773                                    | 17    | 810-826                                    | 17    |
| 40        | 38        | "WE GO" [Anem] | BREAKERZ                               | 774-789                                    | 16    | 827-842                                    | 16    |
| 41        | 39        | "Nazo" (謎) [Misteri] | La Pompon                              | 790-803                                    | 14    | 843-856                                    | 14    |
| 42        | 40        | "Hane" (羽) [Ploma] | Koshi Inaba                            | 804-816                                    | 13    | 857-871                                    | 15    |
| 43        | 41        | "Sekai wa anata no iro ni naru" (世界はあなたの色になる) [El color que prendrà el món depèn de tu]                                | B'z                                    | 817-844                                    | 28    | 872-899                                    | 28    |
| 44        | 42        | "Ikusen no meikyū de ikusen no nazo o toite" (幾千の迷宮で 幾千の謎を解いて) [Resolent milers de misteris en milers de laberints] | BREAKERZ                               | 845-868                                    | 24    | 900-923                                    | 24    |
| 45        | 43        | "Lie, Lie, Lie," [Mentida, mentida, mentida]                                                                                      | Maki Ohguro                            | 869-886                                    | 18    | 924-941                                    | 18    |
| 46        | 44        | "Everything OK!!" [Tot bé!!] | Cellchrome                             | 887-902                                    | 16    | 942-957                                    | 16    |
| 47        | 45        | "Countdown" [Compte enrere] | NormCore                               | 903-915                                    | 13    | 958-970                                    | 13    |
| 48        | 46        | "Timeline" (タイムライン) [Línia del temps]                                                                                       | dps                                    | 916-926                                    | 11    | 971-981                                    | 11    |
| 49        | 47        | "Barairo no jinsei" (薔薇色の人生) [Vida de color rosa]                                                                           | Mai Kuraki                             | 927-940                                    | 14    | 982-997                                    | 16    |
| 50        | 48        | "ANSWER" [Resposta] | Only this time (Takuto × Miyakawa-kun) | 941-964                                    | 24    | 998-1021                                   | 24    |
| 51        | 49        | "Makka na Lip" (真っ赤なLip) [Llavi roig]                                                                                         | WANDS                                  | 965-982                                    | 18    | 1022-1039                                  | 18    |
| 52        | 50        | "Just Believe You" (信じてください) [Només et crec]                                                                               | all at once                            | 982-999                                    | 17    | 1040-1056                                  | 17    |
| 53        | 51        | "ZERO kara hajimete" (ZEROからハジメテ) [Començar de Zero]                                                                        | Mai Kuraki                             | 1000-1020                                  | 21    | 1057-1077                                  | 21    |
| 54        | 52        | "YURA YURA" [Balancejant-se] | WANDS                                  | 1021-1032                                  | 12    | 1078-1089                                  | 12    |
| 55        | 53        | "Sleepless" [Insomni] | B'z                                    | 1033-1048                                  | 16    | 1090-1105                                  | 16    |
| 56        | 54        | "Sparkle" [Espurna] | Maki Ohguro                            | 1049-1076                                  | 28    | 1106-1133                                  | 28    |
| 57        | 55        | "Raise Insight" | WANDS                                  | 1077-1101                                  | 25    | 1135-1159                                  | 25    |
| 58        | 56        | "Unraveling Love 〜少しの勇気〜"                                                                                                  | Mai Kuraki                             | 1102-1147                                  | 46    | 1160-1205                                  | 46    |
| 59        | 57        | "But ノーラヴ" | Rainy。                                | 1148-?                                     | ?     | 1206-?                                     | ?     |

## Endings
Els endings 2, 16 i 17 de la versió japonesa, no s'han usat a la versió catalana emesa per Televisió de Catalunya, encara que el segon ha sortit algun cop (per exemple, al final del capítol 43 se'n podia sentir un tros). Com passa amb els openings, només es numeren per a la versió catalana els endings dels episodis que s'han emès, i seguint la corresponent numeració dels episodis d'El detectiu Conan.
| Numeració | Numeració | Títol | Cantant/grup         | Numeració d'episodis en l'emissió japonesa | Total | Numeració d'episodis en l'emissió catalana | Total |
| Jap.      | Cat.      | Títol | Cantant/grup         | Numeració d'episodis en l'emissió japonesa | Total | Numeració d'episodis en l'emissió catalana | Total |
| --------- | --------- | --- | -------------------- | ------------------------------------------ | ----- | ------------------------------------------ | ----- |
| 1         | 1         | "STEP BY STEP" [Pas a pas] | Ziggy                | 1-26                                       | 26    | 1-53                                       | 53    |
| 2         | /         | "Meikyū no Lovers" (迷宮のラヴァーズ) [El laberint dels amants] | Heath                | 27-51                                      | 25    | /                                          | 0     |
| 3         | 2         | "Hikari to kage no roman" (光と影のロマン) [Romanç de llums i ombres] | Keiko Utoku          | 52-70                                      | 19    | 54-72                                      | 19    |
| 4         | 3         | "Kimi ga inai natsu" (君がいない夏) [Estiu sense tu] | DEEN                 | 71-83                                      | 13    | 73-86                                      | 14    |
| 5         | 4         | "Negai goto hitotsu dake" (願い事ひとつだけ) [Només aquest desig] | Miho Komatsu         | 84-108                                     | 25    | 87-114                                     | 28    |
| 6         | 5         | "Kōri no ue ni tatsu yō ni" (氷の上に立つように) [Com estant damunt del gel] | Miho Komatsu         | 109-131                                    | 23    | 115-141                                    | 27    |
| 7         | 6         | "Still for your love" [Encara pel teu amor] | Rumania Montevideo   | 132-152                                    | 21    | 142-162                                    | 21    |
| 8         | 7         | "Free Magic" [Màgia lliure] | WAG                  | 153-179                                    | 27    | 163-193                                    | 31    |
| 9         | 8         | "Secret of my heart" [Secret del meu cor] | Mai Kuraki           | 180-204                                    | 25    | 194-219                                    | 26    |
| 10        | 9         | "Natsu no maboroshi" (夏の幻) [Il·lusió d'estiu] | Garnet Crow          | 205-218                                    | 14    | 220-234                                    | 15    |
| 11        | 10        | "Start in my life" [Comença en la meva vida] | Mai Kuraki           | 219-232                                    | 14    | 235-251                                    | 17    |
| 12        | 11        | "Always" [Sempre] | Mai Kuraki           | 233-247                                    | 15    | 252-266                                    | 15    |
| 13        | 12        | "Aoi aoi kono hoshi ni" (青い青いこの地球(ほし)に) [En aquesta Terra blava blava] | Azumi Uehara         | 248-265                                    | 18    | 267-287                                    | 21    |
| 14        | 13        | "Yumemita ato de" (夢みたあとで) [Després de somiar] | Garnet Crow          | 266-287                                    | 22    | 288-309                                    | 22    |
| 15        | 14        | "Mushoku" (無色) [Descolorit] | Azumi Uehara         | 288-299                                    | 12    | 310-353                                    | 44    |
| 16        | /         | "Overture" [Obertura] | Koshi Inaba          | 300-306                                    | 7     | /                                          | 0     |
| 17        | /         | "Ashita o yume mite" (明日を夢見て) [Somniant en l'endemà] | Zard                 | 307-328                                    | 22    | /                                          | 0     |
| 18        | 15        | "Kimi to iu hikari" (君という光) [Una llum anomenada tu] | Garnet Crow          | 329-349                                    | 21    | 354-379                                    | 26    |
| 19        | 16        | "Nemuru kimi no yokogao ni hohoemi o" (眠る君の横顔に微笑みを) [El sentiment de veure el teu somriure quan dorms]                                                                                     | U-ka saegusa IN db   | 350-375                                    | 26    | 380-406                                    | 27    |
| 20        | 17        | "Wasurezaki" (忘れ咲き) [L'oblit] | Garnet Crow          | 376-397                                    | 22    | 407-431                                    | 25    |
| 21        | 18        | "June Bride ~anata shika mienai~"(ジューンブライド ～あなたしか見えない) [Núvia de juny ~només et veig a tu~]                                                                                         | U-ka saegusa IN db   | 398-406                                    | 9     | 432-440                                    | 9     |
| 22        | 19        | "Sekai tomete" (世界 止めて) [Atura el món] | Shiori Takei         | 407-416                                    | 10    | 441-450                                    | 10    |
| 23        | 20        | "Thank You For Everything" [Gràcies per tot] | Sayuri Iwata         | 417-424                                    | 8     | 451-458                                    | 8     |
| 24        | 21        | "Kanashii hodo anata ga suki" (悲しいほど 貴方が好き) [T'estimo tant que em poso trist] | Zard                 | 425-437                                    | 13    | 459-475                                    | 17    |
| 25        | 22        | "Mō kimi dake o hanashitari wa shinai" (もう君だけを離したりはしない) [No et deixaré mai més] | Aya Kamiki           | 438-458                                    | 21    | 476-498                                    | 23    |
| 26        | 23        | "Shiroi yuki" (白い雪) [Neu blanca] | Mai Kuraki           | 459-470                                    | 12    | 499-510                                    | 12    |
| 27        | 24        | "I still believe ~tameiki~" (I still believe～ため息～) [Encara crec] | Yumi Shizukusa       | 471-486                                    | 16    | 511-529                                    | 19    |
| 28        | 25        | "Sekai wa mawaru to yū keredo" (世界はまわると言うけれど) [Encara que el món segueix girant] | Garnet Crow          | 487-490                                    | 4     | 530-537                                    | 8     |
| 29        | 26        | "Yukidoke no ano kawa no nagare no yō ni" (雪どけのあの川の流れのように) [Com el riu que flueix durant el desglaç]                                                                                    | U-ka saegusa IN db   | 491-504                                    | 14    | 538-551                                    | 14    |
| 30        | 27        | "Summer Memories" [Records d'estiu] | Aya Kamiki           | 505-514                                    | 10    | 552-561                                    | 10    |
| 31        | 28        | "GO YOUR OWN WAY" [Segueix el teu propi camí] | Yumi Shizukusa       | 515-520                                    | 6     | 562-569                                    | 8     |
| 32        | 29        | "Koigokoro kagayaki nagara" (恋心輝きながら) [Mentre brilla l'amor] | Naifu                | 521-529                                    | 9     | 570-580                                    | 11    |
| 33        | 30        | "Doing all right" [Fent-ho tot bé] | Garnet Crow          | 530-539                                    | 10    | 581-590                                    | 10    |
| 34        | 31        | "Hikari" (光) [Llum] | BREAKERZ             | 540-561                                    | 22    | 591-612                                    | 22    |
| 35        | 32        | "Hello Mr. my yesterday" [Hola senyor meu d'ahir] | Hundred Percent Free | 562-587                                    | 26    | 613-638                                    | 26    |
| 36        | 33        | "Tomorrow is the last Time" [Demà és l'últim cop] | Mai Kuraki           | 588-601                                    | 14    | 639-652                                    | 14    |
| 37        | 34        | "Jūgoya kuraishisu 〜kimi ni aitai" (十五夜クライシス 〜君に逢いたい〜) [Crisi de la quinzena nit — vull veure't]                                                                                     | Hundred Percent Free | 602-609                                    | 8     | 653-660                                    | 8     |
| 38        | 35        | "Tsukiyo no itazura no mahō" (月夜の悪戯の魔法) [Truc de màgia a la llum de la lluna] | BREAKERZ             | 610-626                                    | 17    | 661-677                                    | 17    |
| 39        | 36        | "Pilgrim" (ピルグリム) [Pelegrí] | B'z                  | 627-628                                    | 2     | 678-679                                    | 2     |
| 40        | 37        | "Your Best Friend" [El teu millor amic] | Mai Kuraki           | 629-643                                    | 15    | 680-694                                    | 15    |
| 41        | 38        | "Kanashii hodo kyō no yūhi kirei da ne" (悲しいほど 今日の夕陽 きれいだね) [El capvespre d'avui és tristament bonic]                                                                                  | grram                | 644-653                                    | 10    | 695-705                                    | 11    |
| 42        | 39        | "Overwrite" (オーバーライト) [Sobreescriure] | BREAKERZ             | 654-666                                    | 13    | 706-718                                    | 13    |
| 43        | 40        | "Koi ni koishite" (恋に恋して) [A l'amor amb amor] | Mai Kuraki           | 667-686                                    | 20    | 719-738                                    | 20    |
| 44        | 41        | "Hitomi no Melody" (瞳のメロディ) [La melodia dels teus ulls] | BOYFRIEND            | 687-704                                    | 18    | 739-756                                    | 18    |
| 45        | 42        | "Kimi no egao ga nani yori mo suki datta" (君の笑顔がなによりも好きだった) [El que més m'agrada és el teu somriure]                                                                                   | Chicago Poodle       | 705-721                                    | 17    | 757-773                                    | 17    |
| 46        | 43        | "Ima aitakute..." (いま逢いたくて…) [Vull veure't ara...] | Daigo                | 722-736                                    | 15    | 774-789                                    | 16    |
| 47        | 44        | "RAIN MAN" [L'home de pluja] | Akihide              | 737-749                                    | 13    | 790-802                                    | 13    |
| 48        | 45        | "Muteki na Heart" [Cor invencible] | Mai Kuraki           | 750-762                                    | 13    | 803-815                                    | 13    |
| 49        | 46        | "Kimi e no uso" (君への嘘) [Mentint-te a tu] | VALSHE               | 763-803                                    | 41    | 816-856                                    | 41    |
| 50        | 47        | "Unmei no roulette mawashite" (運命のルーレット廻して) [Girant la ruleta del destí] | La Pompon            | 804-812                                    | 9     | 857-867                                    | 11    |
| 51        | 48        | "Futari no byōshin" (ふたりの秒針) [Segona part de la parella] | Takuto               | 813-826                                    | 14    | 868-881                                    | 14    |
| 52        | 49        | "SAWAGE☆LIFE" [FESTEJA☆VIDA] | Mai Kuraki           | 827-842                                    | 16    | 882-897                                    | 16    |
| 53        | 50        | "YESTERDAY LOVE" [Amor d'ahir] | Mai Kuraki           | 843-864                                    | 22    | 898-919                                    | 22    |
| 54        | 51        | "Yume monogatari" (夢物語) [Història d'un somni] | BREAKERZ             | 865-875                                    | 11    | 920-930                                    | 11    |
| 55        | 52        | "Togetsukyō ~kimi omou~" (渡月橋 〜君 想ふ〜) [Pont de Togetsu ~penso en tu~] | Mai Kuraki           | 876-886                                    | 11    | 931-941                                    | 11    |
| 56        | 53        | "Kamikaze Express" (神風エクスプレス) [L'exprés kamikaze] | Takuto               | 887-908                                    | 22    | 942-963                                    | 22    |
| 57        | 54        | "Sadame" (さだめ) [Destí] | FirstPlace           | 909-914                                    | 6     | 964-969                                    | 6     |
| 58        | 55        | "Aozolighter" [Claraboia blava] | Cellchrome           | 915-926                                    | 12    | 970-981                                    | 12    |
| 59        | 56        | "Kimi to koi no mama de owarenai itsumo yume no mama ja irarenai" (きみと恋のままで終われない いつも夢のままじゃいられない) [El meu amor per tu no pot acabar, però no vull que sigui només un somni] | Mai Kuraki           | 928-951                                    | 24    | 984-1008                                   | 25    |
| 60        | 57        | "Sissy Sky" [Cel tímid] | Airi Miyakawa        | 952-964                                    | 13    | 1009-1021                                  | 13    |
| 61        | 58        | "Sukoshi zutsu sukoshi zutsu" (少しづつ 少しづつ) [Poc a poc, poc a poc] | SARD UNDERGROUND     | 965-976                                    | 12    | 1022-1033                                  | 12    |
| 62        | 59        | "Hoshiai" (星合) [Estelat] | all at once          | 977-992                                    | 16    | 1034-1049                                  | 16    |
| 63        | 60        | "Reboot" [Reiniciar] | Airi Miyakawa        | 993-1015                                   | 23    | 1050-1072                                  | 23    |
| 64        | 61        | "Veronica" (ベロニカ) [Verònica] | Mai Kuraki           | 1016-1028                                  | 13    | 1073-1085                                  | 13    |
| 65        | 62        | "SWEET MOONLIGHT" [Dolça llum de la Lluna] | BREAKERZ             | 1029-1038                                  | 10    | 1086-1095                                  | 10    |
| 66        | 63        | "Karappo no kokoro" (空っぽの心) [Cor buit] | SARD UNDERGROUND     | 1039-1057                                  | 19    | 1096-114                                   | 19    |
| 67        | 64        | "Playmaker" [Jugador] | all at once          | 1058-1073                                  | 16    | 1115-1130                                  | 16    |
| 68        | 65        | "Kuufuku" | Konya, Anomachikara  | 1074-1087                                  | 15    | 1131-1145                                  | 15    |
| 69        | 66        | "...and Rescue Me" | Rainy。              | 1088-1104                                  | 17    | 1146-1162                                  | 17    |
| 70        | 67        | "Y☺︎u & I" | Mai Kuraki           | 1105-1131                                  | 27    | 1163-1189                                  | 27    |
| 71        | 68        | "Yume de Aimashō" | SARD UNDERGROUND     | 1132-1147                                  | 16    | 1190-1205                                  | 16    |
| 72        | 69        | "Shooting star" | WANDS                | 1148-1157                                  | 10    | 1206-1215                                  | 10    |
| 73        | 70        | "Fun! Fun! Fun!" | Leon Niihama         | 1158-?                                     | ?     | 1216-?                                     | ?     |

## Banda sonora del doblatge valencià
En la versió valenciana Detectiu Conan (emesa per Canal 9 i À Punt) s'han doblat al valencià part de les cançons de la sèrie. Les imatges de les cançons japoneses s'han mantingut intactes.

### Openings
| Numeració | Numeració | Títol                                                                                        | Cantant/grup            | Numeració d'episodis en l'emissió valenciana | Numeració d'episodis en l'emissió japonesa |
| Val.      | Jap.      | Títol                                                                                        | Cantant/grup            | Numeració d'episodis en l'emissió valenciana | Numeració d'episodis en l'emissió japonesa |
| --------- | --------- | -------------------------------------------------------------------------------------------- | ----------------------- | -------------------------------------------- | ------------------------------------------ |
| 1         | 1         | "Un detectiu molt capaç" (胸がドキドキ, Mune ga dokidoki)                                    | Ignasi Díaz             | 1-53                                         | 1-30                                       |
| 2         | 3         | "Misteri" (謎, Nazo)                                                                         | Rosa López              | 54-102                                       | 53-96                                      |
| 3         | 4         | "La ruleta del destí" (運命のルーレット廻して, Unmei no roulette mawashite)                  | Rosa López, Ignasi Díaz | 103-219                                      | 97-123                                     |
| 4         | 8         | "Amor, intriga i misteri" (恋はスリル、ショック、サスペンス, Koi wa Thrill, Shock, Suspense) | Rosa Lopez, Ignasi Díaz | 220-456                                      | 205-230                                    |

### Endings
| Numeració | Numeració | Títol                                                                      | Cantant/grup            | Numeració d'episodis en l'emissió valenciana | Numeració d'episodis en l'emissió japonesa |
| Val.      | Jap.      | Títol                                                                      | Cantant/grup            | Numeració d'episodis en l'emissió valenciana | Numeració d'episodis en l'emissió japonesa |
| --------- | --------- | -------------------------------------------------------------------------- | ----------------------- | -------------------------------------------- | ------------------------------------------ |
| 1         | 1         | "Pas a pas" (Step by step)                                                 | Instrumental            | 1-53                                         | 1-26                                       |
| 2         | 3         | "Romanç d'ombres i de llums" (光と影のロマン, Hikari to kage no roman)     | Rosa López              | 54-72; 142-219                               | 52-70                                      |
| 3         | 4         | "L'estiu si no estàs tu" (君がいない夏, Kimi ga inai natsu)                | Rosa López              | 73-86                                        | 71-83                                      |
| 4         | 5         | "Tan sols un desig" (願い事ひとつだけ, Negai goto hitotsu dake)            | Rosa Lopez, Ignasi Díaz | 87-114                                       | 84-108                                     |
| 5         | 6         | "Damunt d'una capa de gel" (氷の上に立つように, Kōri no ue ni tatsu yō ni) | Rosa Lopez, Ignasi Díaz | 115-141                                      | 109-131                                    |
| 6         | 10        | "Et necesite" (夏の幻, Natsu no maboroshi)                                 | Rosa Lopez, Ignasi Díaz | 220-456                                      | 205-218                                    |

## Pel·lícules
Cada pel·lícula té un ending diferent. En la majoria dels casos, els temes són exclusius per a aquell film, però en alguns d'ells s'han usat també com a openings o endings de la sèrie d'anime d'El detectiu Conan. En aquests casos, s'esmenten a la taula amb la numeració japonesa dels openings i endings.

### Endings
| Pel·lícula | Títol de la cançó | Cantant/grup                     | Títol de la pel·lícula              | A la sèrie anime |
| ---------- | --- | -------------------------------- | ----------------------------------- | ---------------- |
| 1          | "Happy Birthday" [Feliç aniversari]                                                                                         | Kyoko                            | El gratacel explosiu                | No               |
| 2          | "Shōjo no koro ni modotta mitai ni" (少女の頃に戻ったみたいに) [Com si hagués tornat a l'adolescència]                      | Zard                             | La catorzena víctima                | No               |
| 3          | "ONE" [U] | B'z                              | L'últim mag del segle               | No               |
| 4          | "Anata ga iru kara" (あなたがいるから) [Perquè tu ets aquí]                                                                 | Miho Komatsu                     | Atrapat als seus ulls               | No               |
| 5          | "Always" [Sempre] | Mai Kuraki                       | Compte enrere cap al cel            | Ending 12        |
| 6          | "Everlasting" [Etern] | B'z                              | El fantasma de Baker Street         | No               |
| 7          | "Time after time ~hana mau machi de~" (Time after time ～花舞う街で～) [Temps rere temps — a la ciutat on les flors ballen] | Mai Kuraki                       | Cruïlla a l'antiga capital          | No               |
| 8          | "Dream × Dream" [Somni × somni]                                                                                             | Rina Aiuchi                      | El mag del cel platejat             | No               |
| 9          | "Natsu o matsu sail no yō ni" (夏を待つセイル(帆)のように) [Com una vela que espera l'estiu]                                | Zard                             | Estratègia sobre les profunditats   | No               |
| 10         | "Yuruginai mono hitotsu" (ゆるぎないものひとつ) [Una cosa segura]                                                           | B'z                              | El rèquiem dels detectius           | No               |
| 11         | "Nanatsu no umi o wataru kaze no yō ni" (七つの海を渡る風のように) [Com el vent que bufa pels set mars]                     | Rina Aiuchi i U-ka saegusa IN db | La bandera pirata al fons de l'oceà | No               |
| 12         | "Tsubasa o hirogete" (翼を広げて) [Obre les ales]                                                                           | Zard                             | La partitura de la por              | No               |
| 13         | "PUZZLE" [Trencaclosques]                                                                                                   | Mai Kuraki                       | El perseguidor negre                | No               |
| 14         | "Over Drive" [Conduir enllà]                                                                                                | Garnet Crow                      | La nau perduda al cel               | No               |
| 15         | "Don't Wanna Lie" [No vull mentir]                                                                                          | B'z                              | Quinze minuts de silenci            | Opening 31       |
| 16         | "Haru uta" (ハルウタ) [Cançó de primavera]                                                                                  | Ikimono-gakari                   | L'onzè davanter                     | No               |
| 17         | "One More Time" (ワンモアタイム) [Una vegada més]                                                                           | Saito Kazuyoshi                  | El detectiu al mar distant          | No               |
| 18         | "Love Searchlight" (ラブサーチライト) [Llum projector d'amor]                                                               | Kou Shibasaki                    | El franctirador dimensional         | No               |
| 19         | "Oh! Rival" (オー!リバル) [Oh! Rival]                                                                                       | Porno Graffitti                  | Els gira-sols del foc infernal      | No               |
| 20         | "Sekai wa anata no iro ni naru" (世界はあなたの色になる) [El color que prendrà el món depèn de tu]                          | B'z                              | El malson més negre                 | Opening 43       |
| 21         | "Togetsukyō ~kimi omou~" (渡月橋 〜君 想ふ〜) [Pont de Togetsu ~penso en tu~]                                               | Mai Kuraki                       | La carta d'amor escarlata           | Ending 55        |
| 22         | "Zero -ZERO-" (零 -ZERO-) [Zero -ZERO-]                                                                                     | Masaharu Fukuyama                | El cas Zero                         | No               |
| 23         | "BLUE SAPPHIRE" [Safir blau]                                                                                                | Hiroomi Tosaka                   | El puny de safir blau               | No               |
| 24         | "Eien no fuzai shōmei" (永遠の不在証明) [La coartada eterna]                                                                | Tokyo Jihen                      | La bala escarlata                   | No               |
| 25         | "Chronostasis" (クロノスタシス) [Cronostasis]                                                                               | BUMP OF CHICKEN                  | La núvia de Halloween               | No               |
| 26         | "Utsukushī Hire" | Spitz                            | Black iron submarine                | No               |
| -          | "Daitan" | WANDS                            | El Detectiu Conan vs. Kaito Kid     | No               |
| 27         | "Sōshisōai" | Aiko                             | The Million Dollar Pentagram        | No               |
| 28         | "TWILIGHT!!!" [Crepuscle]                                                                                                   | King Gnu                         | One-eyed Flashback                  | No               |

## OVA
Cada episodi dels OVA d'El detectiu Conan té un ending diferent. Tots ells formen part també dels openings i endings que ja s'han utilitzat a la sèrie d'anime del Detectiu Conan. Aquí s'esmenten amb la numeració japonesa dels openings i endings.

### Endings
| OVA | Títol de la cançó                                                                                                  | Cantant/grup         | Títol de l'OVA                                                                           | A la sèrie anime |
| --- | --- | -------------------- | ---------------------------------------------------------------------------------------- | ---------------- |
| 1   | "Natsu no maboroshi" (夏の幻) [Il·lusió d'estiu]                                                                   | Garnet Crow          | En Conan vs en Kid vs en Yaiba                                                           | Ending 10        |
| 2   | "Winter Bells" [Campanes d'hivern]                                                                                 | Mai Kuraki           | Els setze sospitosos                                                                     | Opening 10       |
| 3   | "Ashita o yume mite" (明日を夢見て) [Somniant en l'endemà]                                                         | Zard                 | En Conan, en Heiji i el nen desaparegut                                                  | Ending 17        |
| 4   | "Nemuru kimi no yokogao ni hohoemi o" (眠る君の横顔に微笑みを) [El sentiment de veure el teu somriure quan dorms]  | U-ka saegusa IN db   | En Conan, en Kid i el Cristall Mare                                                      | Ending 19        |
| 5   | "Wasurezaki" (忘れ咲き) [L'oblit]                                                                                  | Garnet Crow          | L'objectiu és en Kogoro Mouri!! La investigació secreta dels joves detectius             | Ending 20        |
| 6   | "Kanashii hodo anata ga suki" (悲しいほど 貴方が好き) [T'estimo tant que em poso trist]                            | Zard                 | La persecució del diamant desaparegut! En Conan i en Heiji contra en Kid                 | Ending 24        |
| 7   | "Shiroi yuki" (白い雪) [Neu blanca]                                                                                | Mai Kuraki           | Un repte escrit del doctor Agasa! L'Agasa contra en Conan i la Lliga de Detectius Júnior | Ending 26        |
| 8   | "Yukidoke no ano kawa no nagare no yō ni" (雪どけのあの川の流れのように) [Com el riu que flueix durant el desglaç] | U-ka saegusa IN db   | Els casos de la detectiva adolescent Sonoko Suzuki                                       | Ending 29        |
| 9   | "Doing all right" [Fent-ho tot bé]                                                                                 | Garnet Crow          | El desconegut al cap de 10 anys                                                          | Ending 33        |
| 10  | "Hello Mr. my yesterday" [Hola senyor meu d'ahir]                                                                  | Hundred Percent Free | En Kid a l'illa Parany                                                                   | Ending 35        |
| 11  | "Tsukiyo no itazura no mahō" (月夜の悪戯の魔法) [Truc de màgia a la llum de la lluna]                              | BREAKERZ             | Instruccions secretes des de Londres                                                     | Ending 38        |
| 12  | "Overwrite" (オーバーライト) [Sobreescriure]                                                                       | BREAKERZ             | El miracle d'Excalibur                                                                   | Ending 42        |